# كينجي ناغاي
كينجي ناغاي (باليابانية: 長井 健司)، من مواليد 27 أغسطس 1957، وقتل بتاريخ 27 سبتمبر 2007، وهو مصور صحفي ياباني، خاض تجاربه المهنية في كمبوديا والأراضي الفلسطينية والعراق وأفغانستان.